# Keith Chylinski
Keith James Chylinski (ur. 23 lipca 1971 w Schenectady) – amerykański duchowny katolicki, biskup pomocniczy Filadelfii od 2024.

## Życiorys
Pochodzi z rodziny o korzeniach irlandzkich i polskich. Święcenia kapłańskie otrzymał 19 maja 2007 i został inkardynowany do archidiecezji Filadelfii. Po święceniach pracował przez kilka lat jako wikariusz parafialny. W 2014 rozpoczął pracę w filadelfijskim Seminarium św. Karola Boromeusza, a w 2022 został jego rektorem.
8 grudnia 2023 papież Franciszek mianował go biskupem pomocniczym diecezji Filadelfii ze stolicą tytularną Gunela. Sakry udzielił mu 7 marca 2024 arcybiskup Nelson Perez.